# 伏尔加铁路局
伏尔加铁路局（俄語：Приволжская железная дорога，羅馬化：Privolzhskaya zheleznaya doroga，简称）是俄罗斯铁路股份公司属下的铁路管理局之一，总部设于萨拉托夫，主要负责管辖伏尔加河下游及顿河中游部分的铁路系统，范围包括俄罗斯联邦伏尔加格勒州、阿斯特拉罕州、萨拉托夫州的大部分铁路，并有部分区段贯穿哈萨克斯坦境内，铁路营业里程为4,276.1公里。伏尔加铁路局相邻古比雪夫铁路局、南乌拉尔铁路局、东南铁路局及北高加索铁路局，并与东南方的哈萨克斯坦铁路连接。